# 宝暦暦

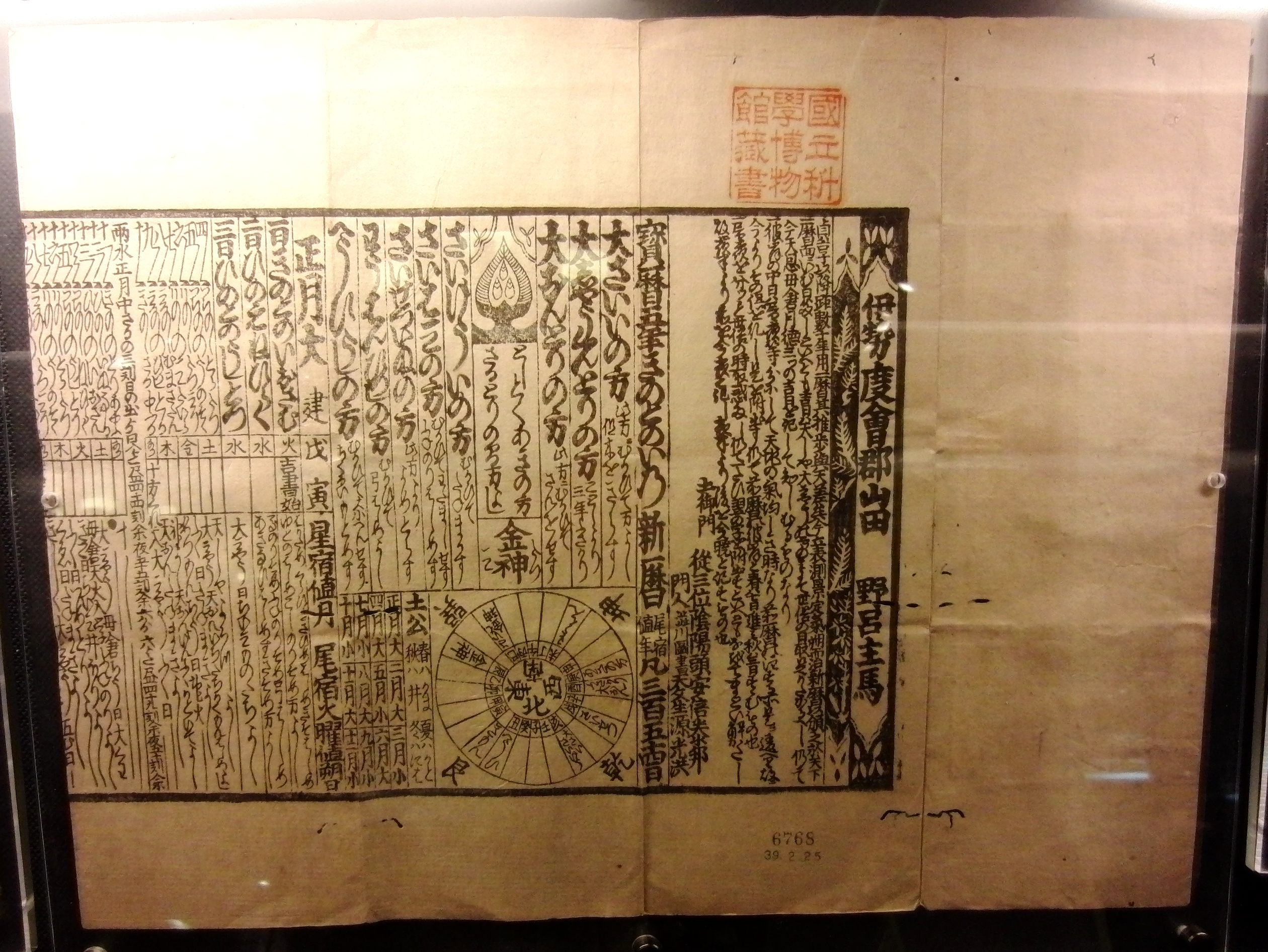
宝暦暦。1755（宝暦5）年版。国立科学博物館の展示。

宝暦暦（ほうりゃくれき）は、かつて日本で使われていた太陰太陽暦の暦法（和暦）である。正式には宝暦甲戌元暦（ほうれきこうじゅつげんれき）という。
将軍徳川吉宗が西洋天文学を取り入れた新暦を天文方に作成させることを計画したが、吉宗の死去により実現しなかった。結局陰陽頭・土御門泰邦が天文方から改暦の主導権を奪い、宝暦4年（1754年）に完成させた宝暦暦が翌年から使用されたが、西洋天文学にもとづくものではなく、精度は高くなかった。

## 使用期間
宝暦5年1月1日（1755年2月11日）に貞享暦から改暦され、寛政9年12月30日（1798年2月16日）までの43年間使用された。
寛政10年1月1日（1798年2月16日）、寛政暦に改暦される。

## 概要
徳川吉宗は、和漢の暦書だけでなくオランダの説まで究明し、当時の貞享暦に誤脱が多いのではないかと渋川春海の弟子、猪飼文（豊）次郎に尋ねたが、猪飼は答えることができなかった。建部賢弘は中根條右衛門玄圭を推挙したのでこれを召し出したところ、その回答は明白で大いに意にかなった。中根は、当時幕府がキリスト教を厳しく禁じ、「天主」や「利瑪竇」の文字がある書物をことごとく長崎で焼き捨てているために西洋天文学にもとづいた暦書が乏しいので、この禁止を緩和することを建言した（『徳川実紀』）。当時清朝で用いられていた時憲暦はイエズス会士によってもたらされた西洋天文学にもとづくものであった。
この建議により、享保5年（1720年）正月に長崎奉行に対し禁書の緩和が命じられた（『好書故事』）。中根元圭は西洋の天文書にもとづき律襲暦（別名白山暦）を作成したとされる（『徳川実紀』）が、現在に伝わらない。ただし、これは西洋天文学を用いた暦ではなく、授時暦をもとにしたという説もある。
中根元圭・建部賢弘の没後、延享4年（1747年）2月に徳川吉宗は天文方の渋川則休・西川正休（西川如見の子）に「補暦」を命じる（『徳川実紀』）。改暦を進展させるため寛延3年（1750年）に2人は上京したものの、土御門泰邦からの追及を受けたことに加え桜町天皇の崩御が重なり改暦事業は頓挫。
翌寛延4年（1751年）に徳川吉宗が死去したため天文方は後ろ盾を失う。
宝暦2年（1752年）2月に西川正休は新暦法を完成させたものの、土御門泰邦がこれに対する問題点を指摘し、西川はこれに回答できなかった。6月に幕府は西川を江戸へ召還し、土御門泰邦に改暦の命を出した。土御門泰邦は山路主住、磯永孫四郎、戸板保佑、西村遠里らの協力のもと、宝暦4年（1754年）に新暦法を完成させる。しかしこれは貞享暦を補正しただけで西洋天文学にもとづく暦ではなかった。
宝暦暦採用後、宝暦13年9月1日（1763年10月7日）に暦に記載されていない日食が発生した。この日食を西村遠里、川谷貞六、麻田剛立といった学者が事前に予測していたために幕府は面目を失い、土御門家は弁明を強いられた。翌年幕府は佐々木長秀を天文方に任じ、暦法の修正を進めさせることとした。明和8年（1771年）に「修正宝暦甲戌元暦」が完成されたが、これも本質的には貞享暦と大差はなく問題の本質的解決には至らなかった。安永2年（1773年）・同4年（1775年）及び天明6年（1786年）には置閏法の原則としてあってはならないとされていた「中気が含まれる閏月」が発生している。
騙し騙し使っていたものの、先の暦である貞享暦よりも出来が悪いという評価は覆し難く、日本中で様々な不満が出て、改暦の機運が年々高まっていく事となった。結局、幕府や朝廷は不満の声に抗しきれず、改暦を決定した。評判の高かった天文学者の高橋至時を登用し、寛政暦が作成され、宝暦暦はその役割を終えた。